# Кондоль
Ко́ндоль — село в Пензенской области России, административный центр Пензенского района. Административный центр Кондольского сельского совета.

## География
Село расположено в 51 км к югу от Пензы, в 22 км к востоку от железнодорожной станции Саловка (на линии Пенза — Балашов), в пойме и надпойменной террасе реки Кондоль, впадающей в реку Няньгу (левый приток Узы). Гидроним мордовского происхождения, в документе начала XVII века – Кундлея. Кундай лей означает «река Кундая» – мордовское дохристианское мужское имя. Возможна этимология и от мордовского кундо «дупло, борть», лей «речка»: «бортная речка» (в XVI – XVII веках это было место мордовского бортного промысла).

## История
Основано в 1721. Исторический центр села – с. Никольское (или Архангельское), располагавшееся на левом берегу речки Кондоль и д. Ивановка, располагавшаяся на правом берегу той же речки. В дальнейшем селение расширялось за счёт присоединения соседних деревень и сел, которые возникли в XVIII веке на землях разных помещиков, служивших на Пензенской оборонительной черте. Развитию села способствовало его расположение на Пензенского-Саратовской большой дороге, здесь находились с XVIII века почтовый стан, ямские станции, постоялые дворы. На карте 1730-х годов обозначены лишь Архангельское и Сергиевское (Кондоль). Эти два населённых пункта посетил проездом в октябре 1707 года французский художник Корнелий де Бруин, ехавший из Петровска в Пензу. Он сделал запись, что село состоит «из двух рассеянных частей, застроенных деревянными домами».
В 1774 году через село проходила армия Пугачёва. В 1776 году помещиком Зубовым построена каменная церковь во имя Николая Чудотворца, с этого времени в некоторых документах село называлось не Архангельским, а Никольским.
На карте Петровского уезда 1783 года территория нынешнего села включала деревню Ивановку (Кондаль) (правый берег речки), село Никольское (на левом берегу), выше по течению на правом высоком берегу село Сергиевское.
С середины XIX века село Кондоль – волостной центр Петровского уезда Саратовской губернии.
С 1928 года село становится центром Кондольского района Пензенского округа Средне-Волжской области. С 4 февраля 1939 года - в составе  Пензенской области.
В 1955 году в селе располагается центральная усадьба колхоза «Маяк революции». В 1980-е годы – центральная усадьба совхоза «Кондольский».
24 ноября 1966 года в состав села Кондоль включены сёла Ивановка и Сергиевка.
В 1992 образовано АО «Кондольское»: производство зерновых, мясо-молочное направление.
С 2006 года после объединения Пензенского и Кондольского районов является центром Пензенского района.

## Население
| 1748  | 1859  | 1884  | 1897  | 1902  | 1914  | 1921  |
| ----- | ----- | ----- | ----- | ----- | ----- | ----- |
| 384   | ↗436  | ↗511  | ↗650  | ↘570  | ↗718  | ↗769  |
| 1926  | 1939  | 1959  | 1970  | 1979  | 1989  | 2002  |
| ↘768  | ↗819  | ↘676  | ↗2357 | ↗3201 | ↗4023 | ↘3660 |
| 2010  | 2016  | 2021  |       |       |       |       |
| ↘3324 | ↗3789 | ↘2860 |       |       |       |       |

## Экономика
Основные промышленные предприятия: маслодельный завод, 3 строительные организации.

## Социальная сфера
Центральная районная больница, средняя школа, дом культуры, районная библиотека, детская музыкальная школа, дом технического творчества, спортзал.

## Достопримечательности
Дом-музей актёра немого кино Ивана Ильича Мозжухина (с 1990).
Мемориал воинам-землякам, погибшим в годы Великой Отечественной войны. Сохранились здания бывшей земской школы и волостного правления (впоследствии народный дом).